# Радецкий, Иван Евтихеевич
Иван Евтихеевич Радецкий (укр. Іван Євтихійович Радецький; 22 декабря 1927 год, село Липятин — 5 декабря 1987 год, Полтава, Украинская ССР) — передовик производства, строитель, бригадир плотников участка «Промстрой» треста «Ворошиловскстрой» Луганского совнархоза, Украинская ССР. Герой Социалистического Труда (1958). Почётный строитель Министерства строительства предприятий металлургической и химической промышленности (1956).

## Биография
Родился 22 декабря 1927 года в крестьянской семье в селе Липятин. Окончил семилетнюю школу в 1943 году. С 1944 года обучался в ФЗО № 44 в городе Ворошиловск Ворошиловградской области, по окончании которого получил специальность плотника 4-го разряда. С 1945 года — плотник в тресте «Ворошиловскстрой» и с 1947 года — бригадир плотников в этом же тресте. После окончания в 1948 году курсов мастеров в Таганроге работал с 1949 года мастером производственного обучения ФЗО № 40 в Ворошиловске.
С 1952 года — бригадир плотников в управлении «Стальстрой» треста «Ворошиловскстрой». Бригада Ивана Радецкого ежегодно перевыполняла производственный план. В 1958 году удостоен звания Героя Социалистического Труда «за выдающиеся успехи, достигнутые в строительстве».
После окончания в 1958 году вечернего отделения Луганского строительного техникума работал с 1959 года прорабом управления «Химстрой» треста «Ворошиловскстрой». С 1960 года трудился на различных строительных объектах в Полтаве. В 1965 году назначен старшим прорабом СМУ «Полтавазаводстрой» треста «Полтавапромстрой».
После выхода на пенсию проживал в Полтаве, где скончался в 1987 году. Похоронен на аллее Героев полтавского Центрального кладбища.

## Награды
- Герой Социалистического Труда — указом Президиума Верховного Совета СССР от 9 августа 1958 года
- Орден Ленина
- Медаль «За трудовое отличие» (1955)